# Alan Tripp
Alan Harvey Tripp (nacido el 1 de agosto de 1962) es un empresario estadounidense fundador de varias empresas de enseñanza privada, incluyendo SCORE! Educational Centers, Motimatic e InsideTrack; empresa de entrenamiento para estudiantes universitarios que formó junto a Kai Drekmeier. A su vez, es un habitual ponente y colaborador de la discusión nacional sobre la educación superior.
Tripp recibió una licenciatura en Economía en 1985 y un MBA en 1989, ambos de la Universidad de Stanford. Tripp fue consultor de gestión para el Boston Consulting Group (BCG) y trabajó como analista para el banco H & Q Technology Partners. También ha trabajado como reportero y editor de The Wall Street Journal.
En 1992 lanzó SCORE! Educational Centers, un proveedor de servicios personalizados de educación basado en computadoras para niños en el kindergarten hasta el décimo grado. Por cuestiones relativas a la licencia del software implementado por SCORE! la capacidad de expandirse para Tripp, se vio limitada a un máximo de 20 centros. Cuando Kaplan, Inc. negociado con éxito de una licencia nacional para el software, Tripp decidió vender SCORE! El 17 de abril de 1996, Kaplan adquiridos SCORE! en un acuerdo por valor de menos de $ 10 millones de dólares. Tripp quedó como gerente general y ayudó a abrir cerca de 100 centros con más de 1.500 empleados. La compañía es ahora una unidad de The Washington Post Company.
En 1999, Tripp incorporado InsideTrack. InsideTrack proporciona a las universidades con las soluciones para aumentar la matrícula y las tasas de graduación a través de programas de coaching ejecutivo al estilo de los estudiantes. Además de sus actividades de gestión en InsideTrack, Tripp fue profesor en las Escuelas de Graduados de Negocios de Stanford y de Educación de 1999 a 2004, donde co-enseña el curso básico para los empresarios de la educación. Tripp también actúa como Presidente de la Junta para el sitio web sin fines de lucro, GreatSchools.net.